# Amdo

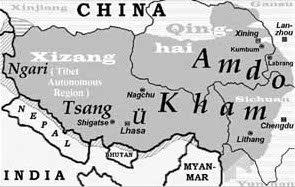
Mapka Tibetu

Amdo (ཨ་མདོ།) je jedna ze tří historických zemí Tibetu. Další dvě jsou Kham a Ü-Cang. V Amdu ve vesnici Tagccher se narodil současný 14. dalajláma Tändzin Gjamccho. Provincii většinou vládli místní vládci, avšak po čínské anexi v padesátých letech 20. století byla rozdělena mezi čínské provincie Kan-su, S’-čchuan a Čching-chaj.

## Geografie
Amdo je převážně rovinaté, avšak ve vysoké nadmořské výšce. V oblasti Golog dosahuje průměrná nadmořská výška 4000 metrů. V Amdu (dnes Čching-chaj) pramení tři významné asijské veletoky Mačhu - Žlutá řeka, Dřičhu - Jang-c’-ťiang a Dzačhu - Mekong.
V Amdu se nachází velké množství jezer, největší z nich je Kukunor v blízkosti města Si-ning.
Západní část tvoří převážně pouště a polopouště, největší z nich Cchajdamská pánev. V minulých desetiletích zde Číňané začali těžit ropu, zemní plyn, sůl, hořčík, draslík a další.
Skrz Amdo vede železnice spojující Čínu s Tibetem, včetně několika nejvýše položených železničních stanic na světě. Oblasti jsou ale velmi zřídka obydlené a vlak zde nezastavuje.

### Administrativní dělení
Amdu se také přezdívá Ccho-Ngün (Modré jezero) podle názvu jezera v tibetštině (མཚོ་སྔོན།, Mtsho sngon, Kukunor). V dnešní provincii Čching-chaj tradiční dělení vycházelo od pozice vůči tomuto jezeru a dále vůči pozici k Žluté řece Mačhu (རྨ་ཆུ་, rMa cchu).
- Severně od jezera (མཚོ་བྱང་།, Mtsho byang; čínsky 海北, Haibei)
- Jižně od jezera (མཚོ་ལྷོ་།, Mtsho lho; čínsky 海南, Hainan)
- Východně od jezera (མཚོ་ཤར།, Mtsho shar; čínsky 海东, Haidong)
- Západně od jezera (མཚོ་ནུབ།, Mtsho nub; čínsky 海西, Haixi)
- Střední tok řeky Mačhu (རྨ་ལྷོ་།, rMa lho; čínsky 黄南, Huangnan)
- součást oblasti Golog (མགོ་ལོག།, mGo log; čínsky 果洛, Guoluo) Horní tok řeky Mačhu (རྨ་སྟོད།, rMa sTod, čínsky 玛多, Maduo)
- oblast Kanlho (ཀན་ལྷོ།, Kan lho; čínsky 甘南, Gannan) dnes v provincii Kan-su
- oblast Pari (དཔའ་རིས།, dPa' ris; čínsky 天祝, Tianzhu; v místním dialektu "Hwa ri") dnes v provincii Kan-su jako autonomní okres Tianzhu pod správou města Wuwei
- oblast Ngawa (རྔ་བ།, rNga wa; čínsky 阿坝, Aba) dnes v provincii S’-čchuan

## Demografie
Oblast Amda zahrnuje několik původních tibetských etnik. Obecně se tibetský obyvatel Amda nazývá Amdowa (ཨ་མདོ་བ་).
Na severovýchodním konci Amda při hranicích s čínskými oblastmi žije národ Gjäl rong (རྒྱལ་རོང་). Toto etnikum se vyznačuje specifickou architekturou, stylem oblékáním i odlišným dialektem tibetštiny. Dnes oblasti obývané Gjäl-rongy náleží do autonomních prefektur Kardze (okres Rongbrag	རོང་བྲག་རྫོང་།) a Ngawa (okres Čhučhen ཆུ་ཆེན་རྫོང་།).

## Kultura
V historii bylo Amdo na vysoké kulturní úrovni. Mnoho známých tibetských spisovatelů a malířů obrazů Thangka pocházelo z mnístních velkých klášterů.

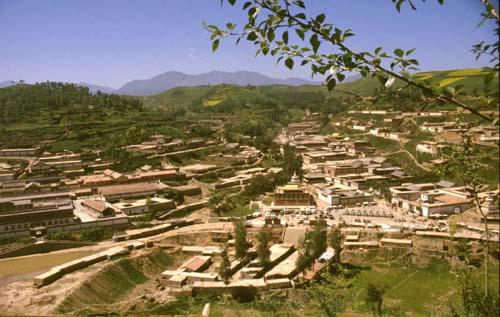
Panoráma kláštera Kumbum v Amdu

### Kláštery
- Kumbum
- Labrang
- Rebkong

### Jazyk
Amdo tibetština (ཨ་མདོ་སྐད་, A-mdo skad) je jazyk mluvený v Amdu od oblasti kláštera Labrang v provincii Kan-su, v oblasti Ngawa v S’-čchuanu a na většině území provincie Čching-chaj. Amdo tibetština není tónový jazyk a do současnosti se vyslovují všechny psané souhlásky jak existují v psané podobě, což v ostatních tibetských dialektech již vymizelo.
Velké rozdíly v mluveném jazyce existují především mezi oblastmi pasteveckými a zemědělskými.
Většina původních obyvatel Amda jsou pastevci, proto v některých oblastech Amda existovalo až několik set výrazů pro různé druhy krav a ovcí. Dodnes se zachovalo rozlišování jen několik desítek názvů (podle pohlaví, stáří, věku, chuti mléka atd.). Poslední desítky let má na jazyk velký vliv čínština, která se stala úředním jazykem. Také velké množství nových slov je přeloženo (významově či foneticky) právě z čínštiny.